# Nicolás Anchorena

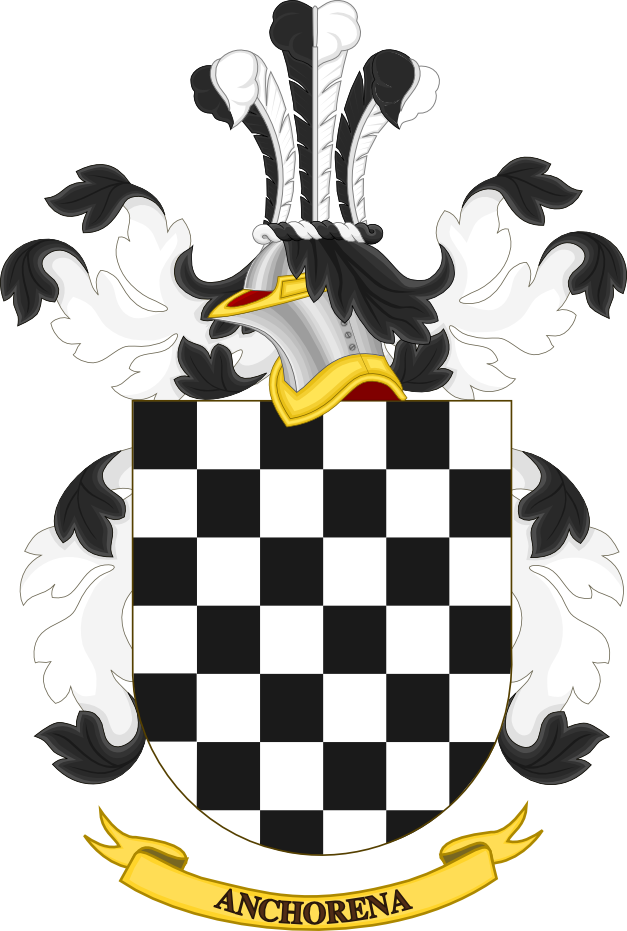
Escudo de Armas de la familia Anchorena

Mariano Nicolás de Anchorena (Buenos Aires, agosto de 1785 - Buenos Aires, 24 de mayo de 1856) fue un comerciante, hacendado y político argentino, de vasta actuación política en la época de Rosas, y que fuera dueño de la mayor fortuna personal de su época.

## Biografía
Era hijo de Juan Esteban de Anchorena, un importante comerciante local de origen vasco, y hermano menor de Juan José Cristóbal de Anchorena y Tomás Manuel de Anchorena. Estudió en el Colegio de San Carlos.
Dedicó toda su juventud al comercio desde y hacia el noroeste del país. Con la Ley de Enfiteusis de la época de Martín Rodríguez y Bernardino Rivadavia, él y sus hermanos compraron una gran cantidad de leguas de campo, que fueron administradas por su primo tercero Juan Manuel de Rosas. Mientras Juan José trataba de conservar su actividad comercial y Tomás participaba activamente en política, Nicolás se convirtió en el terrateniente más importante de todo el país, sólo superando – en hectáreas, pero no en cabezas de ganado – por el general Eustoquio Díaz Vélez.
En 1821 fue diputado provincial por primera vez, cargo que ocupó hasta la disolución de la Cámara de Representantes en 1825. Se unió al partido federal de Manuel Dorrego, y colaboró política y económicamente en su ascenso al gobierno. Fue nuevamente diputado provincial.
Durante la revolución de Juan Lavalle, de diciembre de 1828, acompañó a Dorrego hasta que fue capturado para su fusilamiento. Fue arrestado y expulsado a Montevideo. Regresó después de la derrota de Lavalle, y apoyó al gobernador Rosas a lo largo de todos sus gobiernos. Fue diputado en la legislatura provincial durante más de veinte años. Varias veces fue propuesto para el cargo de gobernador, pero renunció a reemplazar a Rosas. Se opuso a delegar la «suma del poder público» en Rosas en 1835, pero fue uno de sus escasos gestos de oposición. A mediados de la década de 1840, compró el edificio de la Recova de Buenos Aires, en la Plaza de Mayo.
Después de la batalla de Caseros se mostró como partidario de Justo José de Urquiza, y fue miembro de un consejo de estado consultivo del general. Pero luego apoyó la revolución del 11 de septiembre de 1852 y los gobiernos unitarios que le sucedieron. Después del sitio de Buenos Aires, integró con Dalmacio Vélez Sársfield y el general Paz la comisión que firmó las condiciones del tratado de paz con la Confederación Argentina, de mayo de 1855. Ese mismo año fue nombrado gobernador por la Sala de Representantes, pero una vez más renunció.
Falleció en Buenos Aires en mayo de 1856, legando una enorme fortuna a sus descendientes. Sus restos se encuentran en el Cementerio de la Recoleta, en el mausoleo familiar.
En su poema gauchesco Fausto, Estanislao del Campo pone en boca del diablo la figura de Anchorena, como ejemplo para la tentación de riquezas que ofrece:

Si quiere plata, tendrá,
Mi bolsa está siempre llena,
Y más rico que Anchorena,
Con decir quiero, será.